# Юнаділла (Нью-Йорк)
Юнаділла (англ. Unadilla) — місто (англ. town) в США, в окрузі Отсего штату Нью-Йорк. Населення — 4116 осіб (2020).

## Демографія
Згідно з переписом 2010 року, у місті мешкали 4392 особи в 1852 домогосподарствах у складі 1233 родин. Було 2162 помешкання
Расовий склад населення:
| - 97,4 % — білих - 0,8 % — чорних або афроамериканців - 0,3 % — азіатів - 0,2 % — корінних американців |

До двох чи більше рас належало 1,0 %. Частка іспаномовних становила 2,1 % від усіх жителів.
За віковим діапазоном населення розподілялося таким чином: 21,7 % — особи молодші 18 років, 60,3 % — особи у віці 18—64 років, 18,0 % — особи у віці 65 років та старші. Медіана віку мешканця становила 44,5 року. На 100 осіб жіночої статі у місті припадало 98,0 чоловіків;  на 100 жінок у віці від 18 років та старших — 97,2 чоловіків також старших 18 років.
Середній дохід на одне домашнє господарство  становив 61 400 доларів США (медіана — 50 801), а середній дохід на одну сім'ю — 73 303 долари (медіана — 62 151). Медіана доходів становила 51 284 долари для чоловіків та 38 558 доларів для жінок. За межею бідності перебувало 15,8 % осіб, у тому числі 21,5 % дітей у віці до 18 років та 8,8 % осіб у віці 65 років та старших.
Цивільне працевлаштоване населення становило 1908 осіб. Основні галузі зайнятості: освіта, охорона здоров'я та соціальна допомога — 27,9 %, виробництво — 19,2 %, роздрібна торгівля — 12,6 %, будівництво — 8,1 %.